# Euroscaptor grandis
Euroscaptor grandis là một loài động vật có vú trong họ Talpidae, bộ Soricomorpha. Loài này được Miller mô tả năm 1940.